# Hidenori Tokuyama
Hidenori Koyanagi (小柳 秀典 Koyanagi Hidenori?,  Suginami, Tokio, 30 de enero de 1982), mejor conocido bajo su nombre artístico de Hidenori Tokuyama (徳山 秀典 Tokuyama Hidenori?), es un actor y cantante japonés, afiliado a Heart Moving Production. Es principalmente conocido por sus roles de Sou Yaguruma/Kamen Rider TheBee/Kamen Rider KickHopper en Kamen Rider Kabuto y Hiroto Sutō/Go-on Gold en Engine Sentai Go-onger.

## Filmografía

### Televisión
- Yashiro Shougun Yoshimune (1995, NHK) como Tayasu Munetake
- Keiji ou! (1996)
- B-Fighter Kabuto (1996, TV Asahi) como Eiji (10 episodios)
- Bokura no Yuuki Miman-toshi (1997, NTV) como Ryu
- Bishoujo H (1998, Fuji TV), 10 episodios
- Seikimatsu no Uta (1998, NTV) como Manaka Tooru (6 episodes)
- Great Teacher Onizuka (1998, Fuji TV) como Yoda Kenji
- Joshi kousei mitsu-yu no nazo! (1998), 2 episodios
- Prison Hotel (1999, TV Asahi) como Hanazawa Shigeru
- Great Teacher Onizuka Drama Special (1999)
- Sekai no Meisaku douwa (1999)
- Hatachi no Kekkon (2000, TBS) como Kashiwagi Shigeki (7 episodios)
- 19 - Nineteen Hiroshimahasu Musician Tanjyou monogatari (2000, RCC)
- Kyoushi binbin monogatari special]]: ano nekketsu saikyou comb (2000)
- Mápó dòufu no nyoubou (2003, NHK) como Lee
- Yankee bokou ni kaeru (2003, TBS) como Kume Takaaki
- Holyland (2005, TBS) como Izawa Masaki
- Friday Entertaintment Chousa kenji - Tigusa Taisuke no jiken file, aka no kumikyoku (2005, fuji TV)
- Kamen Rider Kabuto (2006-2007, TV Asahi) como Sou Yaguruma/Kamen Rider TheBee/Kamen Rider KickHopper
- Ultraman Max (2006, TBS), cameo (episode 36)
- Natsuki Shizuko Suspense - Hinata Yumeko tyoutei i-in jikenpou4 fukushuu (2006, fuji TV)
- Saturday midnight drama (2006, Fuji TV), 6 episodios
- Saturday Premium (2007, Fuji TV) como Okaboshi Ryouzou
- Kamen Rider Den-O (2007, TV Asahi) como Molech Imagin (voz)
- Nekketsu Nise-kazoku (2007, TBS) como Asakura Kazuma
- Tokyo Prom Queen (2008, YouTube, Mixi, SmileVideo) como Mashima Shinji
- Engine Sentai Go-onger (2008, TV Asahi), Hiroto Sutō/Go-On Gold
- Kamen Rider Decade (2009, TV Asahi) como Kamen Rider KickHopper (voz)
- Smile (2009, TBS) como Kinta Kawai
- Kosodate Play＆MORE (2009, MBS) como Hikaru Nanase
- Indigo no Yoru (2010, TH]) como Kuuya
- Arienai]] (2010, THK) como Shinji Yonekura (episodio 7)
- Keishichō Shissōninsōsaka (2010, TV Asahi) como Tomoya Tachibana (episodio 4)
- Sakura Shinjū (2011, THK) como Takanashi Hirohito/Takuma Doichi
- Hanazakari no Kimitachi e (2011, Fuji TV) como Oscar M. Himejima / Himejima Masao
- Kaito Handsome (2011, THK) como Date Kimihiko
- HUNTER ~Sono Onnatachi, Shoukin Kasegi]] (2011, Kansai TV) como Shuji Mochida (episodio 6)
- Sengoku Basara-MOONLIGHT PARTY (2012, MBS) como Kojuro Katakura
- Koko Nyushi (2012, Fuji TV) como Toshiya Konishi
- Doku Poison (2012, THK) como Kengo Osugi
- Otasukeya Jinpachi (2013, THK) como Ikki Amamiya
- Sennyu Tantei Tokage (2013, TBS) como Seiya Sone
- Yamada-kun to 7-nin no Majo (2013, Fuji TV) como Yamazaki Haruma
- Ao no Umi: Long Summer (2014, Tokai TV) como Kota Aragaki (edad 32)

### Películas
- Cross Fire (2000, Toho) como Ogura Masaki
- Oshikiri (2000)
- Keizoku (2000, Toho)
- Drug (2001) como Kenji Odajima
- Hayazaki no Hana (2006) como Maeda-sensei
- Kamen Rider Kabuto: God Speed Love (2006 Toei) como Sou Yaguruma/Kamen Rider TheBee
- Aogra (2006) como Kohiruimaki
- Kamen Rider Den-O: I'm Born! (2007) como Molech Imagin (voz)
- Ai no Kotodama (2007, Frontie works) como Shinya Ootani
- Engine Sentai Go-onger: Boom Boom! Bang Bang! GekijōBang!! (2008) como Hiroto Sutō/Go-on Gold
- Kamen Rider Decade: All Riders vs. Dai-Shocker (2009, Toei) como Kamen Rider KickHopper (voz)
- BADBOYS (2011)
- Thanatos (2011) como Riku[1]
- An teru-san no hana (2012)
- Party wa sento kara hajimaru (2012) como Hanashima

### Anime
- Saiyuuki (2000) como Tongpu

### Teatro
- Tokyo Junk City (2003, Shinjuku Tiny Alice)
- Ashura no Gotoku (2004, July - August, Geijutsu-za) como Jinnai Hidemitsu
- Knock Out Brother -2005version- (2005, Ikebukuro Theater Green Main Hall)
- Gekidan Daishuu shousetsuka (Jinsei Sairyou mitaina~!Hi?!~soushiki to kekkonshiki ga onaji hi ni?!~　(2007, Tokyo Geijutsu Gekijyou]]）
- Kuraku naru made matte (2007) como Carlino
- 10th anniversary project Masked Rider Live & Show 2009 como Kick Hopper

## Discografía

### Sencillos
- "Afureru Omoi" (1999)
  1. Afureru Omoi
  2. Tsutaeru Kimochi
  3. Afureru Omoi (Instrumental)
- "huckleberry" (1999)
  1. huckleberry
  2. Touch Me
  3. huckleberry (Instrumental)
- "Close To Me" (2002)
  1. Close To Me
  2. Lover's Kitchen (Single Version)
  3. Close To Me (Instrumental)
- "FOR REAL" (2000)
  1. FOR REAL
  2. FOR REAL(Piano Version)
  3. FOR REAL(Guitar Version)
  4. FOR REAL(Instrumental)
- "STILL TIME" (2000)
  1. STILL TIME
  2. BLUE
  3. STILL TIME (Instrumental)
- "Sotsugyou" (2001)
  1. Sotsugyou
  2. That's a Fact
  3. Sotsugyou (Instrumental)
- "Propose / Ai no Mama Eien ni" (2011)
  1. Propose
  2. Ai no Mama Eien ni
  3. Propose(Instrumental)
  4. Ai no Mama Eien ni(Instrumental)
- "Sore wa Zenbu "Ai" Datta / I can't stop my heart" (2012)
  1. Sore wa Zenbu "Ai" Datta
  2. I can't stop my heart
  3. Sore wa Zenbu "Ai" Datta(Instrumental)
  4. I can't stop my heart(Instrumental)
- "Bokura no Michi / Ano Hi no Kimi ni" (2013)
  1. Bokura no Michi
  2. Ano Hi no Kimi ni
  3. Bokura no Michi(Instrumental)
  4. Ano Hi no Kimi ni(Instrumental)

### Álbumes
- One 17th (2000)
  1. Spinning Wheel
  2. huckleberry　(Album Version)
  3. Tsutaeru Kimochi (Album Version)
  4. Lover's Kitchen
  5. Love Letter
  6. Close To Me
  7. No,Say Good－Bye
  8. Throw Away
  9. Sleepless Night
  10. Nichijyou
  11. Afureru Omoi (Album Version)
- REAL TIME (2001)
  1. DRIVE
  2. FOR REAL
  3. BLUE（Album Version）
  4. PURE
  5. Kidukeyo
  6. STILL TIME
  7. Ha－Ha
  8. Sotsugyou
  9. Happy Birthday
  10. Itsumo sobani
- score BeAt (2007)
  1. WITH YOU!
  2. LIFE
  3. White night
  4. eve
- Aiuta (愛唄?  2009)
  1. GIFT
  2. Silent Night
  3. Daiji na Hito (大事なヒト?)
  4. miss you
  5. FakeRing
- puresoul (2012)
  1. everyday
  2. Take it easy
  3. Ai no Mama Eien ni
  4. I can't stop my heart
  5. Close to dream
  6. Sore wa Zenbu "Ai" Datta
  7. Break open
  8. Love is... feat.KoN
  9. Shunkashuto
  10. Purpose

### eroica
- Knows the pain (2008)
  1. Dead or die
  2. Bounce High
  3. Ever free
  4. Reverberations
  5. Knows the pain
- Stray Child
  1. Sky Gravitation
  2. String
  3. No Way
  4. Future
  5. Half of one's body